# Нож для масла

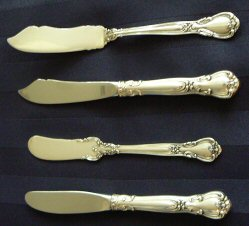
1 узор, 4 различных ножа. Сверху вниз: цельный стерлинговый главный нож для масла, главный нож для масла с пустотелой ручкой, индивидуальный нож для масла с цельной ручкой, индивидуальный нож для масла с пустотелой ручкой, в оформлении узора «Chantilly» компании Gorham

Нож для ма́сла — в общем случае, любой незазубренный столовый нож с тупым остриём и закруглённым концом; в узорных столовых приборах для формальных сервировок делают различие между таковым ножом посадочного места (или столовым ножом) и ножом для масла. В последнем случае нож для масла (иначе главный нож для масла) уже остроконечный нож с тупым остриём, часто имеющий форму сабли, использующийся только для подачи порций масла из центральной маслёнки на индивидуальные тарелки обедающих. Главный нож для масла не используют для намазывания масла на хлеб — это приведёт к засорению масла, оставшегося на блюде для масла, когда будет подана следующая порция масла. Вместо него за завтраком, ланчем и неофициальным обеденным столом используют индивидуальный нож для масла, чтобы нанести масло на свой хлеб. Индивидуальные ножи для масла имеют закруглённый конец, такой, что не зацепляет хлеб, их иногда называют «ножами для намазывания масла» (butter spreaders). Если приборы для намазывания масла не были предоставлены, возможно использовать обеденный нож в качестве альтернативы.